# Прево, Джордж
Сэр Джордж Прево, 1-й баронет (англ. Sir George Prévost, 1st Baronet; 19 мая 1767 — 5 января 1816) — британский офицер и дипломат, британский генерал-губернатор и главнокомандующий в Канаде во время англо-американской войны 1812 года.

## Карьера
Родился в 1767 году в штате Нью-Джерси. Старший сын Огюстена Прево (1723—1786). Его дядя Жак Маркус Прево (1736—1781) был женат на Феодосии Бартоу Прево (1746—1794), которая впоследствии стала первой супругой 3-го вице-президента США Аарона Бёрра (1756—1836). Дед Джорджа по материнской линии был богатым банкиром из Амстердама, чьи деньги наверняка помогли его внуку в военной карьере. После посещения школ в Англии и на континенте Джордж в 1779 году вступил в британскую армию в качестве прапорщика. В 1782 году он стал лейтенантом, в 1784 году — капитаном, в 1790 году — майором. С 1789 года он был женат на Кэтрин Анне Фиппс, от которой у него было пятеро детей, один из которых умер в детстве.
Во время революционных войн с Францией Прево служил на Карибах. С 1794 он был в команде Сент-Винсент, где он был повышен до лейтенанта полковника и был тяжело ранен в бою с французами в 1796 году. По возвращении в Англию он был назначен бригадным генералом и губернатором карибского острова Сент-Люсия в 1798 году, где его свободное владение французским языком и его манеры завоевали уважение французских плантаторов. В 1802 году он отправился в Англию по состоянию здоровья, но после возобновления войны приехал в качестве губернатора Доминики. В 1803 году ему пришлось отразить нападение французов на этот остров Доминики и Сент-Люсию. В 1805 году он получил звание генерал-майора, а по возвращении 6 декабря 1805 года наследственное достоинство баронета Бельмонта в графстве Саутгемптон и звание командующего округом Портсмут.
В 1808 году он был переведен в Канаду и получил должность губернатора Новой Шотландии. На втором плане стояли ухудшающиеся отношения с США, из-за которых британское правительство обменяло гражданских администраторов в колониях на военнослужащих. Прево оказался способным администратором, которому удалось ослабить напряженность с колониальным парламентом, улучшить обороноспособность, отстоять права короны и способствовать развитию экономики страны. Он также увеличил свою военную славу, участвуя в успешной кампании по завоеванию Мартиники. Освобождение от таможенных пошлин для торговцев из штатов Новой Англии в США оказалось умным ходом. Эта незаконная с точки зрения США торговля, которая подорвала экономическую блокаду Великобритании, введенную президентом Томасом Джефферсоном, позволила экономике Новой Шотландии процветать и усилила неприязнь к войне с ее соседями в Новой Англии.

## Война 1812 года
Прево был назначен генерал-губернатором в Канаде и Главнокомандующим британских вооруженных сил в 1811 году. Его основной задачей была подготовка к формирующемуся конфликту с США. Из-за участия британской армии в войне в Европе значительных подкреплений для войск в Канаде ожидать не приходилось. Они насчитывали всего 5600 человек, из которых около 1200 находились в небольших гарнизонах в Верхней Канаде. На бумаге ополченцы насчитывали более 70 000 человек, но они были плохо вооружены, недисциплинированы и вызывали сомнительную лояльность в Верхней Канаде, где проживало много иммигрантов из Соединенных Штатов. Прево быстро понял, что победа над франкоканадским населением является ключевым моментом в успешной защите Канады от нападения США. Посредством ряда мер, включая выделение должностей видным представителям этой группы, ему удалось заручиться широкой поддержкой французских канадцев, в том числе католической церкви, и обеспечить их лояльность британской короне. Однако Прево сделал влиятельных англо-канадцев врагами, которые отказались мириться с потерей власти, влияния и позиций.
Перед лицом подавляющего военного превосходства американцев Прево избрал строго оборонительную стратегию. Ключевую роль сыграл Квебек, единственная известная крепость в Канаде, которая в случае вторжения США должна была удерживаться за счет отказа от форпостов до прибытия подкреплений из Европы.
После начала войны в 1812 году он полагался на эту оборонительную стратегию. Вместо того, чтобы переходить в наступление, он предпочитал укреплять свои оборонительные позиции, ждать действий противника, по возможности избегать боевых действий и ничем не рисковать.
В 1814 году после поражения Наполеона Бонапарта стало доступно большое подкрепление. Прево был назначен полковником 16-го Бедфордширского полка в апреле. Он планировал атаку вдоль озера Шамплейн и реки Гудзон, но армия, которую он возглавлял лично, была отброшена в битве при Платтсбурге после того, как британская военно-морская эскадра на озере Шамплейн потерпела поражение.
Коммодор Йео считал, что британские корабли под командованием капитана Джорджа Дауни (который был убит в бою) были преждевременно отданы в бой Прево, и что Прево не смог приказать атаковать своими войсками, пока не стало слишком поздно, чтобы предотвратить поражение эскадрильи Дауни.
Прево также сделал себя непопулярным среди некоторых армейских офицеров под его командованием, которые были ветеранами войны на полуострове (например, Мэнли Пауэр, Томас Брисбен и Фредерик Филипс Робинсон) из-за его воспринимаемой чрезмерной осторожности и его настойчивости в правильной одежде и униформе.
Он также оттолкнул нескольких успешных канадских офицеров (таких как Шарль де Салаберри), казалось, заявляя об их успехах для себя, и не вознаградил их должным образом. Однако причиной его отзыва послужили жалобы ветеранов ВМФ и полуострова. Хотя герцог Веллингтон согласился с тем, что стратегия Прево верна, писал он 30 октября 1814 года: «Для меня совершенно очевидно, что вы должны удалить сэра Джорджа Прево. Я вижу, что он начал войну из-за пустяков с генералами, которые я послал ему, которые, безусловно, являются лучшими в своем звании в армии; и его последующая неудача и страдания будут усугубляться этим обстоятельством; и, вероятно, с обычной справедливостью общественности будет приписан этому».
В декабре бывший генерал-квартирмейстер Веллингтона сэр Джордж Мюррей был отправлен в Канаду в местном звании генерал-лейтенанта специально для того, чтобы приказать Прево вернуться в Лондон, чтобы объяснить свое поведение в кампании в Платтсбурге. Он отдал приказ 2 марта 1815 года, по совпадению, всего через день или около того после того, как в Квебек прибыло известие о ратификации Гентского договора, положившего конец войне. Прево чувствовал себя публично униженным из-за способа и времени его преемственности. Приказав прекратить боевые действия и распустить ополчение, он покинул Квебек 3 апреля. Ассамблея в Квебеке поспешно поблагодарила его.

## Более поздняя жизнь
По его возвращении в Англию правительство и армейские власти сначала приняли объяснения Прево относительно его поведения в Платтсбурге и во время войны в целом. Вскоре после этого было опубликовано официальное морское сообщение о битве при Платтсбурге вместе с жалобами Йео. Обе эти версии обвиняли Прево в поражении при Платтсбурге. Прево обратился в военный трибунал, чтобы очистить его имя. Судебный процесс был назначен на 12 января 1816 года, задержка была необходима для того, чтобы свидетели могли выехать из Канады. Его вдова отклонила предложение стать пэром в честь своего мужа, так как она не считала себя и свою семью достаточными для поддержания этого достоинства.
Более поздние историки оценивают подготовку Прево к защите Канады ограниченными средствами как энергичную, хорошо продуманную и всеобъемлющую, и вопреки всему, он достиг главной цели — предотвратить американское завоевание.
Ибо, хотя он был стратегически непоколебим и оказался безнадежным полевым командиром, в качестве главнокомандующего, столкнувшись с огромными препятствиями в первые годы войны, он показал хорошие результаты; его хорошие политические и административные способности легли в основу успеха.
Прево похоронен в церкви Святой Марии Девы, Ист-Барнет, недалеко от Лондона, Англия.

## Почести
Шхуна Сэр Джордж Прево была названа в его честь в 1813 году. В 2016 году Prevost был назван канадским правительством национальным историческим лицом.